# باب هيفان

تعديل مصدري - تعديل

قرية باب هيفان   هي إحدى قرى عزلة البيادح الواقعة ضمن مديرية الجعفرية التابعة لمحافظة ريمة، بلغ تعداد سكانها (21) نسمة حسب تعداد اليمن لعام 2004.

## روابط خارجية
- الدليل الشامــل